# Franz Werner (Ruderer)
Franz Werner (* 28. Dezember 2000 in Dresden) ist ein deutscher Küstenruderer. Nach zahlreichen Erfolgen im Skullrudern vollzog er ab 2023 eine sportliche Neuausrichtung und entwickelte sich vom klassischen Ruderer zum Küstenruderer. Er ist deutscher Meister 2024 im Coastal-Beach-Sprint Küstenrudern und deutscher Meister 2025 im City-Beach-Sprint Küstenrudern.

## Sportliche Karriere
Seinen ersten internationalen Erfolg feierte er im Jahr 2017 bei den U19-Europameisterschaften, wo er im Doppelvierer zusammen mit seinen Mitstreitern die Silbermedaille gewann.
Seine Karriere setzte sich bei den U23-Weltmeisterschaften fort: 2019 sicherte er sich erneut Silber und im darauffolgenden Jahr, 2020, errang er bei den U23-Europameisterschaften die Bronzemedaille.
Im Jahr 2021 startete er wieder in der U23-Europameisterschaft, dieses Mal allerdings das erste Mal im Einzel, dabei erreichte er den vierten Platz.
Nachdem er es nicht in die Auswahl für das deutsche Team der Olympischen Sommerspiele 2024 schaffte, orientierte er sich sportlich neu und entdeckte das Küstenrudern für sich.
Bei der ersten Deutschen Meisterschaft im Coastal-Beach-Sprint in Flensburg im Jahr 2024 sicherte er sich den Titel des Deutschen Meisters.
Kurze Zeit später erreichte er bei den Weltmeisterschaften im Coastal-Beach-Sprint 2024 in Genua, Italien den vierten Platz.
Im Folgejahr 2025 errang er bei den Finals Dresden vor heimischer Kulisse den Titel des Deutschen Meisters im City-Beach-Sprint Küstenruder-Einer.
Aufgrund der steigenden Beliebtheit und Bekanntheit des Coastal Rowings wurden er und Sophie Leupold kurz nach den Finals Dresden 2025 in das TV-Format Das aktuelle Sportstudio eingeladen. Dabei brachten sie den Zuschauern die spannende Alternative zum klassischen Rudern näher.
Sein nächstes sportliches Ziel setzt er in Richtung der Olympischen Sommerspiele 2028 in Los Angeles.
Es bleibt zunächst abzuwarten, ob er seine herausragenden Leistungen im Coastal-Beach-Sprint aus dem Jahr 2024 bei den zweiten Deutschen Coastal Rowing Meisterschaften in Flensburg bestätigen und erneut um den Titel des Deutschen Meisters mitkämpfen kann. Diese finden vom 15. - 17. August 2025 statt.